# Одноківшевий екскаватор

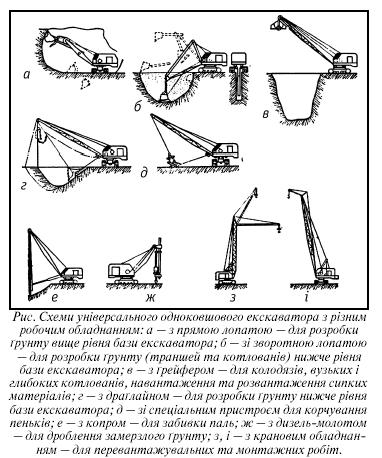
Одноківшевий екскаватор

Одноківшеви́й екскава́тор (рос. экскаватор одноковшовый, англ. power shovel, backhoe, dragline; нім. Löffelbagger, Eingefäßbagger) — самохідна повноповоротна виймально-вантажна машина з виконавчим органом у вигляді ковша.
Екскаватор одноківшевий складається з робочого, механічного, ходового і силового обладнання, механізмів управління, платформи з рамою, надбудови і кузовів. Виконуються на гусеничному, крокуючому (тільки драґлайни з ковшом місткістю понад 4 м3) або пневмоколісному (головним чином машини з ковшами місткістю до 0,8 м3) ходу з електричним, електрогідравлічним або іншим приводом. Робочий цикл складається з чотирьох послідовних операцій:
1. наповнення ковша (черпання),
2. переміщення його до місця розвантаження (транспортування),
3. розвантаження і
4. переміщення порожнього ковша до місця черпання для відтворення нового циклу.

Внаслідок цього екскаватори одноківшеві називають машинами циклічної дії. У поняття «екскаватор одноківшевий» включають дві групи екскаваторів, що відрізняються способом зв'язку його виконавчого органу (ковша) з поворотною платформою (стрілою):
- з жорстким (пряма лопата, зворотна лопата) і
- гнучким зв'язком (драглайн).

У свою чергу, кожна група залежно від виду робочого обладнання і призначення поділяється на типи. Існуючі типи екскаваторів одноківшевих класифікують за призначенням і видом роботи, що виконується, видом робочого, ходового і силового обладнання, місткістю ковша.
В Україні існує виробництво як кар'єрних екскаваторів-лопат, так і драглайнів.